# Progreso (Uruguay)
Pour les articles homonymes, voir Progreso.
Progreso est une ville et une municipalité de l'Uruguay relevant du département de Canelones. Cette petite ville en essor, située dans la partie sud du pays, appartient à l'Aire métropolitaine de Montevideo.
En 2011, sa population s'élevait à 16 244 habitants, se plaçant au 7ème rang des villes de son département.

## Population
| Année | Population |
| ----- | ---------- |
| 1963  | 6.844      |
| 1975  | 9.612      |
| 1985  | 11.244     |
| 1996  | 14.471     |
| 2004  | 15.775     |
| 2011  | 16.244     |

Référence.